# Фјано Романо
Фјано Романо (итал. Fiano Romano) је насеље у Италији у округу Рим, региону Лацио.
Према процени из 2011. у насељу је живело 11417 становника. Насеље се налази на надморској висини од 100 м.

## Становништво
Према резултатима пописа становништва 2011. у општини је живело 13.059 становника.
| 1936. | 1951. | 1961. | 1971. | 1981. | 1991. | 2001. | 2011.  |
| ----- | ----- | ----- | ----- | ----- | ----- | ----- | ------ |
| 2.141 | 2.668 | 2.764 | 3.267 | 4.339 | 6.294 | 7.924 | 13.059 |